# Mahdi al-Harati
Mahdi al-Harati (nacido cerca de 1973 en Trípoli, Libia) es un exjefe de Estado libio y comandante de la Brigada de Trípoli durante la Guerra de Libia de 2011. También fue comandante de Liwaa Al-Umma, un grupo armado que lucha contra el gobierno sirio en la Guerra Civil de Siria. Antes del primer conflicto fue profesor de idioma árabe en Dublín, Irlanda, donde vive con su esposa irlandesa y su familia.
Fue descrito por el Volkskrant, un diario holandés, como un rostro creado de la Batalla de Trípoli y uno de los comandantes rebeldes del conflicto libio. El diario británico Sunday Times ofreció un relato de primera mano del avance de al-Harati en Trípoli y el asalto de sus hombres a la ex-residencia de Muamar el Gadafi, Bab Al-Azizia, derrocando a Gadafi del poder y asumiendo de facto la jefatura provisional del Estado de Libia. Su cuerpo militar había estado asediando durante horas el edificio del gobierno de Libia y, tras vencer en el campo de batalla a sus defensores, se procedió a la ocupación de Bab Al Aziziya. Los soldados rebeldes entraron en la sala del gobierno en el edificio, donde no hayaron a ningún miembro del gobierno, y procedieron a una reunión rebelde. Mahdi Al-Harati ocupó el asiento del Presidente (de Gaddafi), anunció que la Gran Yamahiriya Árabe Libia Popular Socialista ha sido derrocada y que su cuerpo militar, la Brigada Trípoli, asume el gobierno libio de manera provisional, y fue aplaudido por sus soldados, creándose la República Libia y él,  proclamándose Presidente de la República Libia, dando un Golpe de Estado, cambiando el curso de la guerra civil.
Tenía el segundo puesto en el commando del recién creado Consejo Militar de Trípoli (CMT). El 11 de octubre al-Harati renunció a su puesto, en medio de tensiones sobre seguridad en la. Según el Irish Times, cuando los asociados de al-Harati en Trípoli aseguraron que la renuncia fue por "razones personales", un alto oficial del Consejo Nacional de Transición (CNT) citado por CNN dijo que la renuncia fue causada por "diferencias con el CNT sobre el plan de la seguridad de Trípoli". Fathi al-Wersali, miembro del CMT, estaría en lugar de al-Harati como comandante de la Brigada Trípoli.
Posteriormente se fue a una misión en Siria, donde discutió con miembros de la oposición para formar el grupo Liwaa Al-Umma. 6 meses después de fundar Liwaa Al-Umma, Al-Harati lideró la brigada en septiembre de 2012 está al servicio del Ejército Libre Sirio.